# تمبكتو
تُمبُكتو أو تُنبُكتُو أو تنبكت (بالكُيْرِيَّة: تُمْبُتُ) مَدينة في شمال مالي، وهي من أهم العواصم الإسلامية في غرب أفريقيا. وتلقب بجوهرة الصحراء المتربعة على الرمال،[بحاجة لمصدر] وهي بوابة بين شمال أفريقيا وغرب أفريقيا، وملتقى القوافل البرية للقادمين من النيجر وليبيا و تجار الملح القادمين من تودني، أنجبت العديد من الفقهاء والعلماء، وازدهرت فيها الحركة الثقافية، وتعاقب عليها الغزاة وآخرهم الفرنسيون الذين قاومتهم قبائل المنطقة بقيادة محمد علي الأنصاري. اُعتُبرت واحة تنبكتو حاضنة الإسلام في الصحراء الكبرى ومنارة للعلم فيها ومجمع العلماء وهي من أشهر المدن في غرب أفريقيا خاصة منذ القرن الثالث عشر، وجميع سكانها مسلمون وأشهر القبائل التي تقطن المنطقة هم قبيلة الأنصار (كل أنصار) التي ظهر فيها محمد علي والذي اغتيل في عام 1897، وقبيلة السنغاي ذات الأغلبية السكانية وكذلك القبائل المتفرعة من الأشراف الأدارسة الذين أشتروا منطقة شمال النهر من أحد ملوك مالي السابقين وبعض القبائل ذات الأصول العربية والطوارق والبرابيش.

## أصل التسمية[6]
يجمع المؤرخون على أنَ معنى كلمة تنبكتو هو حافظة الأمانات وهو مأخوذ من اسم امرأة من الطوارق اسمها (تن بكتاون) أي حافظة الأمانات، كانت تقطن في الموقع الذي تأسست عليه المدينة فيما بعد.
امتازت هذه المرأة بحفضها للأمانات والودائع والأمتعة للسكان الرحل فاشتهر بها المكان وغلبت التسمية على المدينة بعد ذلك. وإذا كان الطوارق قد سموا تنبكتو بهذا الاســـم لارتباطها عندهم بالعجوز بكتو حافظة الأمانات، فإن القواميس الإنكليزية تفسر هذه التسمية بأنها المكان القصي الذي لم تطأه قدم البشر ولم يدركه بصر.

## التاريخ[7]
تأسست مدينة تنبكتو بداية القرن الحادي عشر الميلادي، إلا أنها لم تكتسب شهرة واسعة بوصفها حاضرة للثقافة الإسلامية إلا في منتصف القرن الخامس عشر، وتعاقبت عليها ممالك كبيرة مثل مملكة مالي ومملكة السونغاي، ولم يرد ذكر المدينة في المصادر العربية قبل زيارة ابن بطوطة لها سنة 1353، إثر زيارة سلطان مالي منسا موسى للمدينة عند عودته من الحج 1325 واتخاذه سكناً فيها، حيث بنى ما يعرف اليوم بالجامع الكبير.

### العصر الذهبي وانتهاءه
وشهدت المدينة عصرها الذهبي من الناحية السياسية والعلمية في القرن السادس عشر، وتحديداً في عهد السلطان الحاج أسكيا محمد الذي كانَ يهتم بالعلماء، وخرجت عدداً كبيراً من العلماء الموسوعيين الذين ذاع صيتهم في الآفاق مثل أحمد بابا التنبكتي الذي توفي عام 1036هـ.
ساد الغزو المغربي لتنبكتو عام 1591 - أيام السلطان السعدي أحمد المنصور الذهبي - بداية النهاية لعصر ازدهارها، إذ بدأت أهمية تنبكتو العلمية والتجارية تنحدر تدريجياً إثر َذلك حتى كادت تضمحل.
تخلّص حكام المدينة العسكريون المغاربة من تبعيتهم لدولة السعديين في المغرب، ووقعت تنبكتو تحت سيطرة قبيلة الفولب في النصف الأول من القرن التاسع عشر إلى أن احتلها الفرنسيون 1893، واستمروا في حكمها حتى إعلان استقلال مالي 1960.

### المساجد التاريخية
تضم المدينة أيضا مجموعة من المساجد الأثرية منها
- مسجد جينغربر الذي يقع في أقصى غربها، وهو مسجد بناه المعماري أبو إسحاق الساحلي الذي استقدمه سلطان مالي منسا موسى معه من الحجاز عند عودتهِ من الحج، فكانَ ذلكَ بداية الفن المعماري الأندلسي في المنطقة، ويقع هذا المسجد في اقصى غرب المدينة.
- مسجد سنكَري وهو أحد أقدم معالم المدينة، وكان أيضاً من أبرز مؤسسات التعليم في المدينة.
- مسجد سيدي يحيى وهو مسجد اثري يقع في قلب المدينة، اسس في عام 1400م على يد الشيخ المختار.

## انضمام تنبكتو إلى لائحة المواقع الاثرية[8]
بعد ان اُدرج تنبكتو على قائمة التراث العالمي للإنسانية، أصيبت في عام 2012 بخسارات ثقافية جسيمة إثر تدمير جهاديين لأضرحة الأولياء الصالحين، أُعيدَ بناؤها كما كانت بإشراف منظمة الأمم المتحدة للتربية والعلوم والثقافة اليونيسكو ولكن تدميرهم دفعها إلى إعادة تصنيف المدينة ووضعها على قائمة مواقع التراث العالمي المعرضة للخطر.
شيدت هذه الأضرحة بغية حماية المدافن، تم تشييدها عمومًا من الطين في تنبكتو، أمّا بعض المدافن فهي موجودة في المدينة أو في مقابر وأخرى في مساجد،
وتضم حاليًا 22 ضريحًا سليمًا في الإجمال، أدرج 13 منها على لائحة اليونيسكو للتراث العالمي، وكانت هذه القائمة تعد في الأساس 16 ضريحًا ولكن 3 منها اندثرت بفعل تراكم الرمال.
وأكتسبت تنبكتو لقب مدينة ال333 ولياً بسبب هؤلاء الأولياء الذين دفنوا في الأضرحة، وهم يعادلون القديسين لدى المسيحيون، تدل هذه الأضرحة مع المساجد التاريخية في المدينة على انها كانت أماكن حج إلى مالي وإلى البلدان المجاورة في غرب أفريقيا.
دمرت جماعات جهادية مرتبطة بتنظيم القاعدة بينها جماعة أنصار الدين 14 ضريحًا بحجة محاربة عبادة الأوثانفي 2012، إذ سيطرت هذه الجماعات على شمال مالي لمدة سنة واحدة تقريباً إلى ان تم إطلاق عملية عسكرية دولية بمبادرة فرنسية لا تزال متواصلة، لكن مناطق بأكملها لا تزال خارجة عن سيطرة القوات المالية والأجنبية.
إنطلقت الأعمال لإعادة بناء الاضرحة في إطار برنامج تابع لليونسكو في تنفيذه بتمويل من عدة دول ومؤسسات، وقد أوكلت مهمة إعادة البناء إلى مجموعة من المعماريين المحليين الذين أعادوا تحت إشراف إمام المسجد الكبير بناء المقامات وفق هندستها الأصلية من خلال استعادة بقايا الجدران والإطّلاع على الصور والاستعانة بكبار السن.
أصدرت المحكمة الجنائية الدولية حكماً على جهادي من الطوارق من مالي يشتبه بارتباطه بتنظيم القاعدة، لإرتكابه جرائم حرب عبر قيادته لعملية تدمير تسعة أضرحة للأولياء وجامع سيدي يحيى.

## المدينة الأسطورة
بفضل جهود أبنائها أجمعت عدة شركات تجارية داخل وخارج مالي على القيام ببناء أول مطار دولي في هذه المدينة العتيقة، التي يقصدها السياح من كل أنحاء العالم بغية الوقوف على أطلال المدينة الأسطورة التي امتلأت بها الكتب الأدبية في شتى الثقافات العالمية، حيث أضحى اسمها «بامكو» مثالاً يضرب لكل ناءٍ وبعيد. إقامة جسر جوي مباشر بين تنبكتو والعواصم العالمية هو الأمل الوحيد أمام هذه المدينة، التي عرفت بمدينة العلم والتجارة، لتستعيد دورها بين الأمم.[ما هي؟]

## ليون الأفريقي
حينما قصد حسن الوزان الشهير بـ (ليون الأفريقي) مدينة تنبكتو في بدايات القرن السادس عشر الميلادي، كانت تلك ولا شك هي الفترة الذهبية التي جعلت من تمبتكو أسطورة الصحراء وجوهرته، حتى عادت مضرب الأمثال، ومثار الخيال عند الرحالة الأوروبيين، الذين اقترنت في أدبياتهم بأقصى مكان في الأرض وأبعده. واليوم لا تكاد تجد أوروبيا واحداً، لا يعرف تلك الجوهرة التي تغوص وسط رمال الصحراء الأزوادية شمالي جمهورية مالي، فحسن الوزان نفسه الذي افتتن «بتنبكتو» يقول عنها: إنها هي المنطقة التي تفجرت فيها صبابته[هل يوثق بهذا المصدر؟]، حيث أعرس بها وكانت له بها منادمات، لم ينسه إياها بلاط البابا في روما، ولا رحلاته إلى الآستانة أو القاهرة، فكما يقول: إن الوصول إلى تمبتكو هو سر أسرارها، فقد كانت ملتقى القوافل الذي يربط أهل أفريقيا غربا وشرقا، وكان الوصول بحد ذاته يعني نوعا من المغامرة، حيث لا يربطها بأي من عواصم التجارة المشهورة أية محطات لمن يؤمها.

## عاصمة للعلم
ولا شك أن أكثر ما تزدهر به تمبتكو في ذلك الوقت هو التجارة فقط أكثر من أي شيء آخر، ولكن الأهمية ازدادت يوماً بعد يوم، حينما صارت إلى جانب تلك الخاصية عاصمة للعلم، فصار فيها ذلك التزاوج الذي جعلها في مصاف كبريات مدن العصر في ذلك الوقت كقاهرة المعز، والآستانة، وفاس وغيرها من المدن. ويعتقد البعض أن ذلك النشاط تضاعف كثيراً بعد سقوط آخر معاقل الأندلس وهو مملكة غرناطة، وقد ظلت تمبتكو مع ذلك التميز صامدة أمام كل الأهوال التي تعصف بها على الدوام على يد أهلها خاصة. وقد كتب للوزان الذي رأى عزها أن يرى كذلك جزءاً من نكباتها. ترقد تنبكتو بمحاذاة نهر النيجر الذي يلتف بها من جهة الجنوب، وعدا تاريخها الممزوج بكثير من المآسي فإنها اليوم مدرجة في سلم الماضي السحيق، إذ لم يتبق منها سوى تاريخها المجيد، ولعل آخر فتراتها الذهبية كانت في عهد السعديين، وتحديداً في عهد منصور الذهبي، ورغم محاولات الانتفاضة التي تحاول تنبكتو القيام بها بين فترة وأخرى، فإنها تظل كالعجوز التي سميت عليها (تين – بتكو) تقتات من تاريخها، وتساير الزمن بما تبقى لها من ذكريات الماضي، وقد أعيد اكتشاف تنبكتو مرات الواحدة تلو الأخرى بفضل المستكشفين الأوروبيين، أمثال البريطاني «الماجور غوردون لينغ» الذي استمات حتى دفع حياته ثمناً لأستكشاف معشوقته تلك في 1826. وكذلك المستكشف الفرنسي «رينيه كاييه» الذي سكنها أسبوعين في 1828. ولعل الجمال كله يتمثل في تلك الكثبان الرائعة التي تحيط تنبكتو ويشقها النهر الذي يحيط بها أحد أجمل المناظر الأسطورية في الصحراء.

## خطأ شائع
تأسست «تين بكتو» وليست «تنبكتو» وهو الخطأ الشائع، في أوائل القرن الخامس الهجري الموافق لسنة 1080 ميلادية، ولذلك (أي تأسيسها) قصة، وهي أن الطوارق كانوا يعيشون أثناء موسم الأمطار في ربوع صحرائهم ويعودون في فترات الجفاف إلى المناطق الخصبة حول نهر النيجر الشهير، وهو ما دفعهم إلى اختيار موقع تينبكتو حذاء ثنية نهر النيجر، كمكان مناسب لتخزين احتياطي الغذاء.[بحاجة لمصدر] والموقع كانت تسكنهُ امرأة عجوز من الطوارق من قبيلة «ايمقّشرن» اسمها بتكو، وعليها سمى المكان بـ«تين» بمعنى (صيغة ملكية يخص كذا) «بتكو».[بحاجة لمصدر] وقد ظلت تنبكتو في البداية عبارة عن مخيم للطوارق، ثم تحولت معَ مرور الأيام إلى قرية، وظلت تنمو باضطراد إلى أن تحولت بفضل موقعها من ملتقى للطرق التجارية إلى مدينة يؤمها آلاف التجار والزوار؛ ووصل ذلك أوجه في بداية القرن الرابع عشر الميلادي، حيث انتزعت وبكل جدارة مكانة مدن كبيرة في ذلك العصر مثل «ولاتة» في موريتانيا و«برنو» في غانا، اللتان كانتا من أهم أسواق التجارة في الغرب الأفريقي آنذاك.[بحاجة لمصدر]

## إنفاق سخي
وقد بدأت تنبكتو بلفت الأنظار إليها كمركز إشعاع علمي بعد رجوع امبراطور مالي «مانسا موسى» من رحلة الحج الشهيرة التي قامَ بها عام 1325 م ووزع في طريقه إليها آلافاً مؤلفة من سبائك الذهب، خاصة في القاهرة. مما تسبب في هبوط أسعار الذهب، وقد أمر السلطان الشاعر الغرناطي الملقب بالسهيلي بتصميم جامع كبير والأشراف عليه (هو جامع تينبتكو القائم إلى يومنا هذا)، وكانت تلك النواة الأولى لبناء صرح علمي في تينبتكو حيث صارَ معَ مرور الأيام مركزا للعلم، خاصة تبرع امرأة من سركولو (إحدى القبائل المالية) ببناء جامع آخر فيما بعد، وقد ازدهر العلم مع تقاطر الطلبة من شمال وغرب أفريقيا على تينبتكو، وقد ساعد على ذلك الإنفاق السخي الذي قام به التجار على دور العلم فكان أروع تزاوج بين المال والمعرفة في عروس الصحراء، إذ وصل عدد المدارس في ذلك الوقت 180 مدرسة، تضم أكثر من 25.000 طالب، كما وصل مستوى التعليم في تينبتكو ذلك الوقت إلى نفس المستوى الذي وصل إليه في قرطبة وتلمسان، والقاهرة – كما يؤكد «شاربون». وقد ظلت حركة العلم تلك في نمو وازدهار، وكانَ عُمرها واستمرارها مقرون بإزدهار التجارة التي تمولها، وأي تجارة تلك.

## حرير وتوابل
كانت أكثر البضائع الرائجة في تينبتكو ذلك العصر من أفخر بضائع الدنيا فكانَ التجار يقايضون فيها الحرير والتوابل والنحاس الأحمر، ببضائع مملكة مالي الفاخرة التي اشتهر سلاطينها بملوك الذهب، حيث كانت تينبتكو من أكثر مدن أفريقيا التي تصدر الألماس والذهب والعاج وريش النعام، إضافةً إلى ملح صحراء «أزواد» الذي اشتهرت قوافله حتى عصرنا هذا، وكانت مثار إعجاب الأوروبيين الذين صوروا عن رحلة «أزلاي» شمال تينبتكو أجمل الأفلام، وهي حقاً من أعجب الرحلات، حيثُ كانَ تجار الملح ينطلقون من تمبتكو في قوافل تضم عادةً أكثر من 300 جمل أصيل يقطعون مسافة شهر في الذهاب والإياب في صحراء «أزواد» الملتهبة، التي لا ماء ولا عشب ولا ظل فيها ثم يعودون منها بألواح الملح الصخري البلّوري من «تودَنيّ» إنها فعلاً أرض الأساطير والأحلام كما وصفها أحدهم. واستطراداً في وصف تلك الفيافي التي هي جزء من حضارة منطقة تينبتكو فلنقرأ ما كتبه«جان كلود كلو تشكوف» من مجلة «جون إريك» حيث يصف الصحراء «الأزوادية» أنها كانت من الأزمنة السحيقة عبارة عن منطقة خالية من البشر، وظل موقعها على الخرائط خالياً من أي إشارة يقول: إن الطوارق أنفسهم كانوا يتجنبونها ويخشون أن يصيبهم ما أصاب تلك (القافلة المفقودة) التي كانت تضم حوالي 100 شخص وضلت طريقها، وعندما أيقنوا الضياع وهبوا واحداً منهم كل ما بحوزتهم. ولكنها رغم تلك القوة التي تجعل الضائع يفقد الأمل في الحياة تظل سحراً يستهوي عشاق المغامرة، فيصفونها بأنها صحراء ساحرة بل ملعونة! وينقل كلوتشكوف أن الصحراء في الأساطير كانت مقراً لملكة الساحرات، كما تذكر القصص الأسطورية فإن تلكَ (الملكة) سحرت عدداً من تجار الطوارق ووجهائهم. ولاشك أن الشبه هنا كبير مع ملكة « أنتينيا » الشهيرة التي استوحى منها الروائي «بييربينوا» روايته المعروفة، غير أن الأسطورة دوماً تنطوي على جزء من الحقيقة. وكما أسلفت فإنه رغم حالة الأحتضار، كما سيأتي، فإن أسطورة تنبكتو إلى يومنا هذا مرتبطة بالذهنية الغربية، ولعل أكبر أعداد السياح الذين يتجهون إليها هم من ألمانيا واليابان وأمريكا وكندا.

## مدينة عجيبة

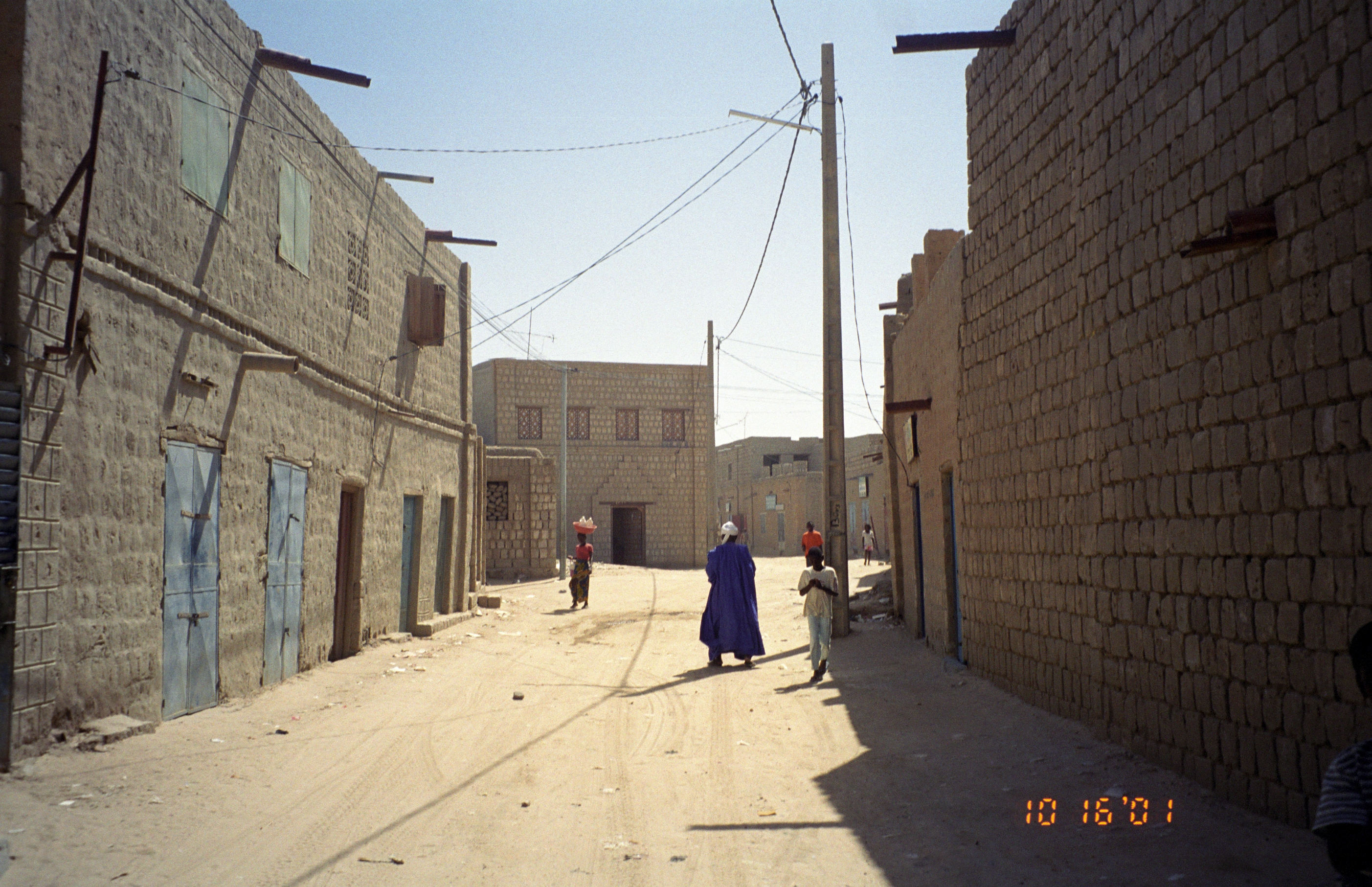
أحد شوارع تنبكتو.

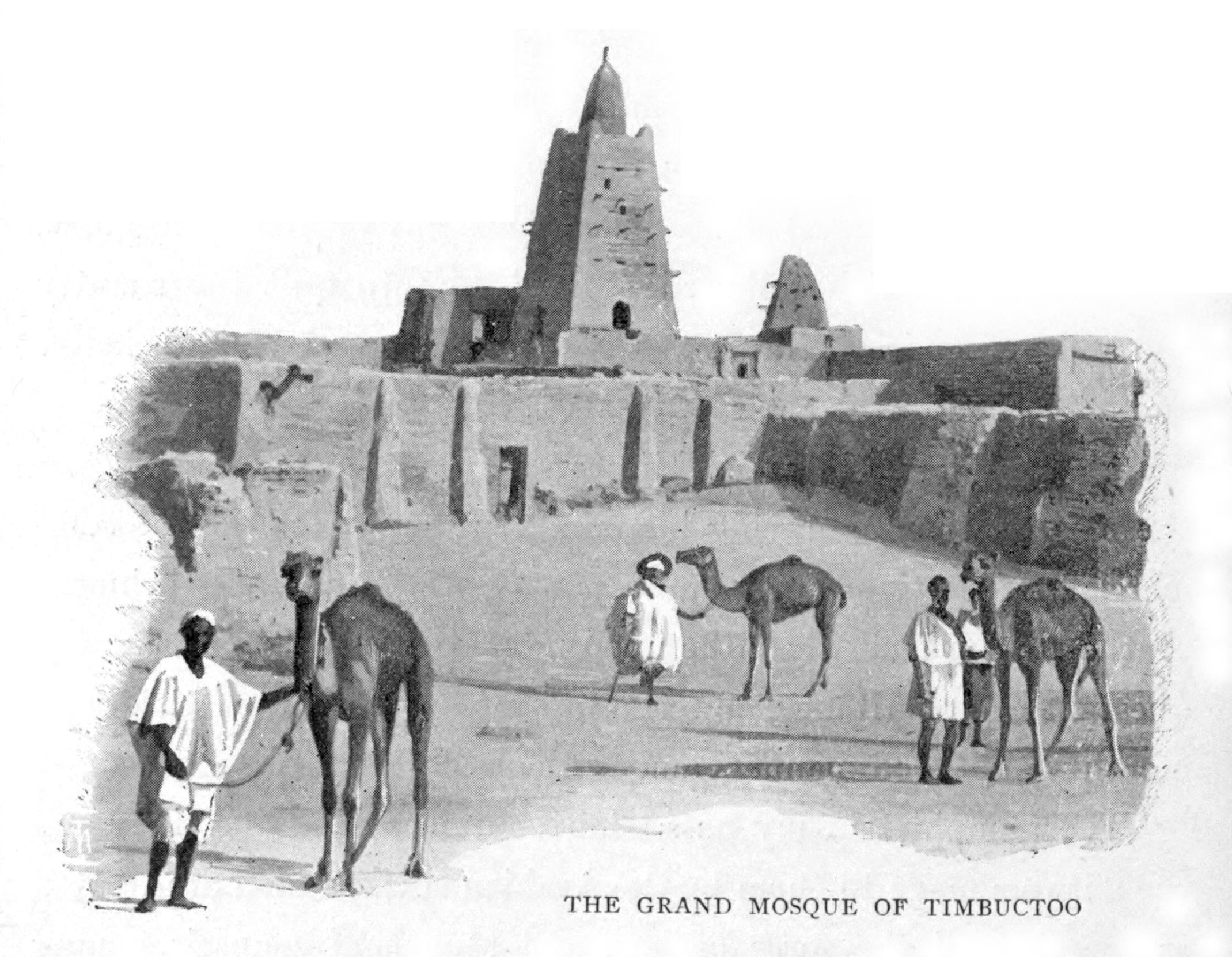

ولعلَ أكثرهم ولعاً بها الأمريكان الذين يأتي أحدهم خصيصاً لختم جواز سفره في تنبكتو! ورغم تواضع هذه المدينة اليوم، فإن معظم وكالات السفر تقدمها دائماً بـ (المدينة العجيبة) أو (جوهرة الصحراء)، وتنبكتو - لمن لا يعرف- متوأمة مع مدينة (سانت) الفرنسية مدينة المستكشف الفرنسي «روني كاياي» أول فرنسي دخل تنبكتو وكتب عنها ووصفها وصفاً دقيقاً في كتاباته عام 1828 م. ولعل الخيال الأوروبي الواسع هو الذي جعل هذا الاهتمام يتضاعف رغم حالة الأحتضار التي تشهدها هذه المدينة، فرغم أن هذه الاكتشافات بدأت واستمرت بعد أفول شمس تمبتكو، إلا أن كتابات أصحابها تتحدث دوماً عن سحر غامض، وانبهار دائم بمعشوقتهم تلك! ولكن يبدو أن الوضع اليوم يتلخص في المثل القائل (أن تسمع بالمعيدي خير من أن تراه) إلا أنه رغم الأمل الذي يحدو الكثيرين في أن يتحسن الوضع، فإن شيئا لا يلمح في الأفق في الوقت الراهن على الأقل، خاصة في غياب أية مبادرات جادة في إنقاذ تلك الجوهرة الغامضة، التي يحاول أهلها تأخير نهاية العالم بوضع حصيرة سميكة لسد الثغرة التي حدثت في باب متآكل قديم في ساحة الجامع الكبير، الذي يعنى فتحه نهاية العالم حسب اعتقاد بعض الأهالي. ولا يبدو أيضاً أن الفاورق (الرجل الأسطوري) الذي يوجد تمثاله في وسط المدينة والذي يعتقد بعض أهل المدينة أنه يحلق كل ليلة فوق منازلهم ليحميها، قد بقي له ما يقوم بحمايته، فحتى أكثر كنوز المدينة وأغلاها اليوم والمتمثل في مركز أحمد بابا (العالم التينبكتي الشهير) تعب القائمون عليه من تكرار النداءات للعالم لإنقاذ مخطوطاته التي تشهد حالة احتضار مريرة بسبب غياب أي دعم للحفاظ عليها، ولا ريب أنها خيبة كبيرة تلك التي عاشها العالم الإسلامي في بداية الثمانينات عندما اختيرت تمبتكو ضمن عدد من المدن الإسلامية الشهيرة للاحتفال بدخول الألفية الخامسة عشرة للهجرة النبوية فيها، إذ لم تكن المدينة تتوفر على أدنى الإمكانيات التي تساعدها على ذلك. ويبقى السائح الغربي القادم من بلاده في حالة ذهول وخيبة أمل طيلة فترة مكوثه فهي هذه المدينة إذ يجد نفسه بدل الاستمتاع واستكشاف الإثارة التي ما لبث كتاب الغرب يشوقونه إليها، يجد أن العزاء أكثر ما يمكنه القيام به لأهل هذه المدينة ذوي الوجوه الغائرة، الذين يرتسم البؤس على كامل هيئاتهم، ناهيك عن المدينة التي هي اليوم أطلال ماض سحيق، وعظام بالية لا أثر ولا أمل لإعادة الحياة إليها.

## ظاهرة التصحر
وأهم ما يلاحظه الزائر لهذه المدينة اليوم هو الأثر المدمر لظاهرة التصحر، حيث أتت الرمال على الغطاء النباتي الذي كان يحيط بالمدينة، وردم فرع النهر الذي يبلغ طوله حوالي 7 كلم والذي يصل المدينة بالمجرى الرئيسي لنهر النيجر الذي كان يسهل نقل البضائع إلى قلب المدينة بواسطة الملاحة النهرية. وبالرغم من استغلال الحكومة المالية للسمعة التاريخية الواسعة للمدينة في جلب السياح الغربيين، ((إلا أن نصيبها من مشاريع البنية التحتية لا يكاد يذكر))، مما أثر على السياحة في المدينة نفسها، هذا فضلا عما نتج عن ذلك من مظاهر الفقر والبؤس، وبالرغم من هذه الصورة القاتمة إلا أن تنبتكو تبدو على الدوام شامخة ومصدر اعتزاز ومتعة إذا ما نظرنا إلى واقعها الثقافي، إذ أنها من المناطق القليلة في العالم التي حافظت على ذلك النوع الثقافي الكوزموسي، حيث استطاعت المدينة صهر عدة ثقافات في بوتقة واحدة، لتصنع منها ثقافتها التي قلما تجدها في مكان آخر. فسكان تنبتكو يجيد معظمهم سبع لغات ويعني ذلك أنه يعيشون سبع ثقافات امتزجت عبر تاريخ شعوب المنطقة، وهم: الطوارق، والعرب، والفلان، والبمبارا، والسنغاي، إض سانت لويس افة إلى الفرنسية كلغة رسمية. المهتمون بتينبتكو والمثقفون تحديداً ما فتئوا يطلقون صيحات ونداءات.. وأكثر من مرة حاولوا تأسيس لجان تحت اسم (أنقذوا تينبتكو) أو (جميعة أصدقاء تمبتكو) وغيرها محاولة منهم للفت أنظار العالم لمساعدتهم، وانتشالهم من الاندثار الذي يهددهم.
ولا شك أن لموجة الجفاف التي استمرت عقدي السبعينات والثمانينات، والتي كانت إحدى نتائج (الرعي والأحتطاب الجائر) حيث دأب سكان المنطقة على تربية المواشي بأعداد ضخمة تفوق على الحاجة في الأسرة الواحدة أو للفرد الواحد بالأسرة وأهمال الزراعة نتيجة لعدم وجود وعي بيئي كافي يوضح خطر مثل هذه الممارسات عند أهل المنطقة من سكان البوادي، وخصوصا بالأزمنة السابقة وما تلاها من أزمنة معاصرة لبدايات عصر الوقود الأحفوري الذي أجهز على ما تبقى وكان وما يزال له الأسهام الأوسع وعلى مستوى العالم في ظاهرة الأحتباس الحراري و (التصحر).
مما أسهم في تكريس الفقر والمرض بين سكان تلك المنطقة، ناهيك عن التجارة التي توقفت فيها، خاصة بعد تهجير أهلها وسكانها الأصليين وتحديداً التجار العرب والطوارق الذين فروا من القتل بعد اندلاع الثورة بين حكومة مالي والمقاتلين الطوارق، ومن آخر المآسي والنكبات التي عرفتها تنبكتو فهي تتمثل في أنها بعد أن كانت من أكبر مقابر الغزاة الذين حاولوا السيطرة عليها قروناً عدة، تحولت كذلك اليوم إلى مقبرة لأهلها الذين أُفنىٰ معظمهم إثر النزاع السياسي الذي اندلع بداية هذا العقد، ولعل الرئيس المالي عمر كوناي يظل واحداً من الحادبين على المدينة إذ حرر بعد توقيع اتفاقية سلام بين حكومته وشعب الطوارق على إقامة نصب سلام فيها، إذ يعتبرها – تينبتكو – رمز سلام وتعايش بين أبناء شعبه، ويبقى الحلم في المدينة الأسطورة أملاً يراود جميع سكان المدينة.

## حياة عتيقة
ويجاهد هذا الخليط من الناس في الأستمرار بالحياة ما أمكن، عبر اشتغال كل قبيلة منهم في تحصيل لقمة العيش بنشاط معين يقوم به ويجيده، ففي الوقت الذي يشتغل فيه الطوارق والفلان بالرعي، تجد العرب منكبين على التجارة عبر قوافلهم وسياراتهم العتيقة، بينما ينصرف السنغاي الزراعة والصيد النهري والملاحة عبر النهر يجوبون أطراف نهر النيجر بتجارتهم التي غالباً ما تكون في بيع الحبوب، والبهارات، والأقمشة..الخ. إنها حياة جهاد، حاول الجفاف الذي يهدد النهر فضلاً عن الصحراء التي دمرها لمدة عقدين أو يزيد أن يقضي عليها، وكان تعاون السكان ذاته يشكل نوعاً من التحدي في مواجهة الحياة وإثبات الذات للأستمرار في العيش، فهل سينجح أهل عروس الصحراء في إنقاذ مدينتهم.

## وصلات خارجية
- موقع التنبكتي
- موقع يهتم بالتعريف بقبائل الأدارسة من سكان المنطقة